# 古市村 (兵庫県)
古市村（ふるいちむら）は、兵庫県多紀郡にあった村。現在の丹波篠山市の南西部、福知山線の沿線にあたる。

## 地理
- 山岳：白髪岳、松尾山、槙ヶ峰
- 河川：武庫川、天神川

## 歴史
鎌倉時代から安土桃山時代に至っては中世武家、酒井氏が古市村全域を統治していた。酒井氏は明智光秀の丹波攻めによって没落する。
- 1889年（明治22年）4月1日 - 町村制の施行により、古市村・不来坂村・住山村・油井村・草野村・古森村・当野村・波賀野新田村・波賀野村・見内村・矢代新村・犬飼村・初田村・牛ヶ瀬村（飛地を除く）・南矢代村および栗栖野村の飛地の区域をもって発足。
- 1955年（昭和30年）4月15日 - 味間村・城南村・大山村と合併して丹南町が発足。同日古市村廃止。

## 交通

### 鉄道路線
- 日本国有鉄道
  - 福知山線
    - 古市駅

現在は旧村域に草野駅・南矢代駅が所在するが、当時は未開業。

### 道路
現在は旧村域を舞鶴若狭自動車道が通過するが、当時は未開通。